# Burmapyris ohmkuhnlei
Burmapyris ohmkuhnlei (лат.) — ископаемый вид мелких архаичных ос-бетилид из подсемейства Lancepyrinae. Обнаружен в отложениях мелового периода. Бирманский янтарь (99 млн лет; Мьянма). Вид назван в честь Кристофа Ом-Кюнле (Dr Christoph Öhm-Kühnle), который передал образец янтаря с типовым экземпляром для изучения.

## Описание
Тело довольно вдавленное, удлинённое, слабо опушенное (длина 3,8 мм). Голова удлиненная, яйцевидная; мандибулы маленькие; первый членик жгутика усика короче педицеля; нотаулюс полностью вдавлен; переднее крыло с 1Rs&1M только слегка отогнутой в месте соединения с Rs+M. Переднее бедро вздутое; средние и задние ноги тонкие. Мезосома с гладкой спинной поверхностью (длина 1,46 мм); проплеврон слабо заметен дорсально; дорсальная пронотальная область сужена кпереди, боковой край прямой, задний край широко вогнут. Антеромезоскутум короче дорсальной пронотальной области, нотаулюс вдавлен на задних двух третях антеромезоскутума, сходящийся, отсутствует спереди, парапсидальная бороздка присутствует. Мезоскуто-мезосутелларная бороздка узкая; мезоскутеллум сзади перекрыт длинным метанотумом; метапектально-проподеальный комплекс прямоугольный, без заднелатерального шипа, срединный киль присутствует, продолжается на проподеальной вершине. Переднее крыло гиалиновое, по крайней мере, достигает третьего метасомального сегмента (длина переднего крыла 2,46 мм); C, Sc+R, M+Cu, 1A трубчатые; 1Rs&1M только слегка изогнуты на стыке с Rs+M; 1Rs короче 1M; 1M и cu-a выровнены; Rs+M трубчатые, достигают вершины птеростигмы; птеростигма слабо округлена; присутствует короткий стержень постстигмальной абсциссы R1; 2r-rs&Rs выходят на дистальную половину птеростигмы, длинные, но не закрывают ячейку [2R1]; ячейка [2R1] крупная. Ноги стройные, только профемур вздутый; формула голенных шпор 1-2-2; тарзальные коготки слабо изогнуты; аролий маленький. Burmapyris ohmkuhnlei отличается от Burmapyris azevedoi формой головы (более вытянутой и менее округлой), меньшей мандибулой, менее выраженным углом 1Rs&1M, не полностью вдавленным нотаулусом и стройными ногами, на которых вздуты только передние бёдра.